# Sincițiu
Sincițiul este o masă celulară cu mai mulți nuclei și fără delimitări nete între celule.
În acest tip de țesut, celulele nu sunt separate unele de altele, ci formează o masă protoplasmatică bogată în nuclee.
Sincițiul se găsește în special la embrion (căptușește vilozitățile coriale) și, la adult, în mușchiul striat de tip scheletic.